# Piero Gros

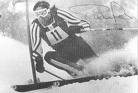
Gros vid OS 1976.

Piero Gros, född 30 oktober 1954 i Sauze d’Oulx är en italiensk alpin skidåkare (slalomspecialist). 
Guldmedaljör i slalom i OS i Innsbruck 1976. Vann totala alpina världscupen 1974.

## Meriter

### Olympiska vinterspel
- 1976
  - Slalom – guld

### Världsmästerskap
- 1974: Storslalom – brons
- 1978: Slalom – silver

### Världscupen

#### Totalcupen
- 1974:  1
- 1975:  4
- 1976:  2
- 1977:  4
- 1979:  4

#### Storslalomcupen
- 1973: 4
- 1974: 1
- 1975: 2
- 1976: 3
- 1977: 5

#### Slalomcupen
- 1974: 4
- 1975: 3
- 1976: 2
- 1977: 4
- 1978: 4

#### Världscuptävlingar
- 12 segrar
- 35 pallplatser